# OPML

OPML(Outline Processor Markup Language)은 다른 운영체제와 환경 상에서 돌아가는 애플리케이션 사이에 개요-구조화된(outline-structured) 정보의 교환을 허용하는 XML 기반의 포맷이다.
RSS 피드를 공유하는 데 많이 쓴다.

## 같이 보기
- 데이터 이동